# Hidrato
Hidrato é um termo usado em química inorgânica e química orgânica para indicar que uma substância contém água.
Uma substância, em sua apresentação, por exemplo no comércio, será dita hidratada (ou, p.ex., um sal, ou o etanol, o vulgarmente tratado como álcool, será dito hidratado) quando conter uma determinada quantidade de água, ainda que não formando uma ligação com suas moléculas. Esta hidratação é informada muitas vezes na forma de porcentagem de massa, e em determinados casos, na forma de partes por milhão (ppm).

## Em Química Orgânica
Em química orgânica, um hidrato é um composto formado pela adição de água a outra molécula. Assim o etanol, CH3CH2OH, pode ser considerado um hidrato do etileno, CH2=CH2, formado pela adição de H a um C e OH a outro C. Estas substâncias não contêm água como tal, mas possuem os seus constituintes (hidrogênio e hidroxila) arranjados de maneira que a água tenha sido eliminada. Uma molécula de água pode ser eliminada, por exemplo, pela adição de ácido sulfúrico, como ocorre na formação do éter etílico.
2 CH3CH2OH → CH3CH2OCH2CH3 + H2O
Note-se que o ácido sulfúrico não participou diretamente da reação, atuando pois, apenas como um enérgico agente desidratante.
Disso resulta que hidratos (em química orgânica) são derivados de, ou compostos com, hidroxila. Um exemplo é o hidrato de cloral, CCl3CH(OH)2, que pode ser formado pela reação de água com cloral, CCl3CH=O.

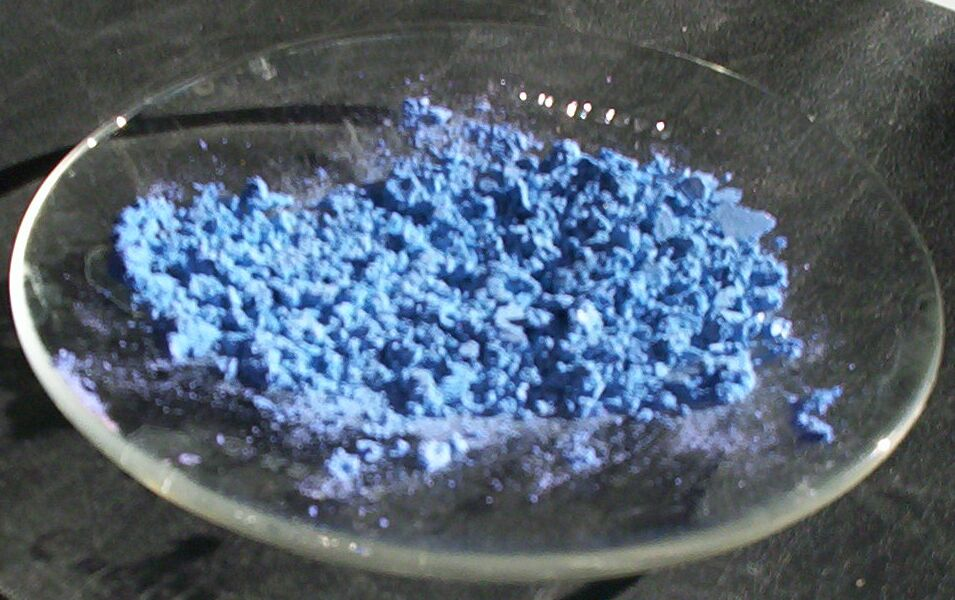
Cloreto de cobalto (II) anidro CoCl_{2}

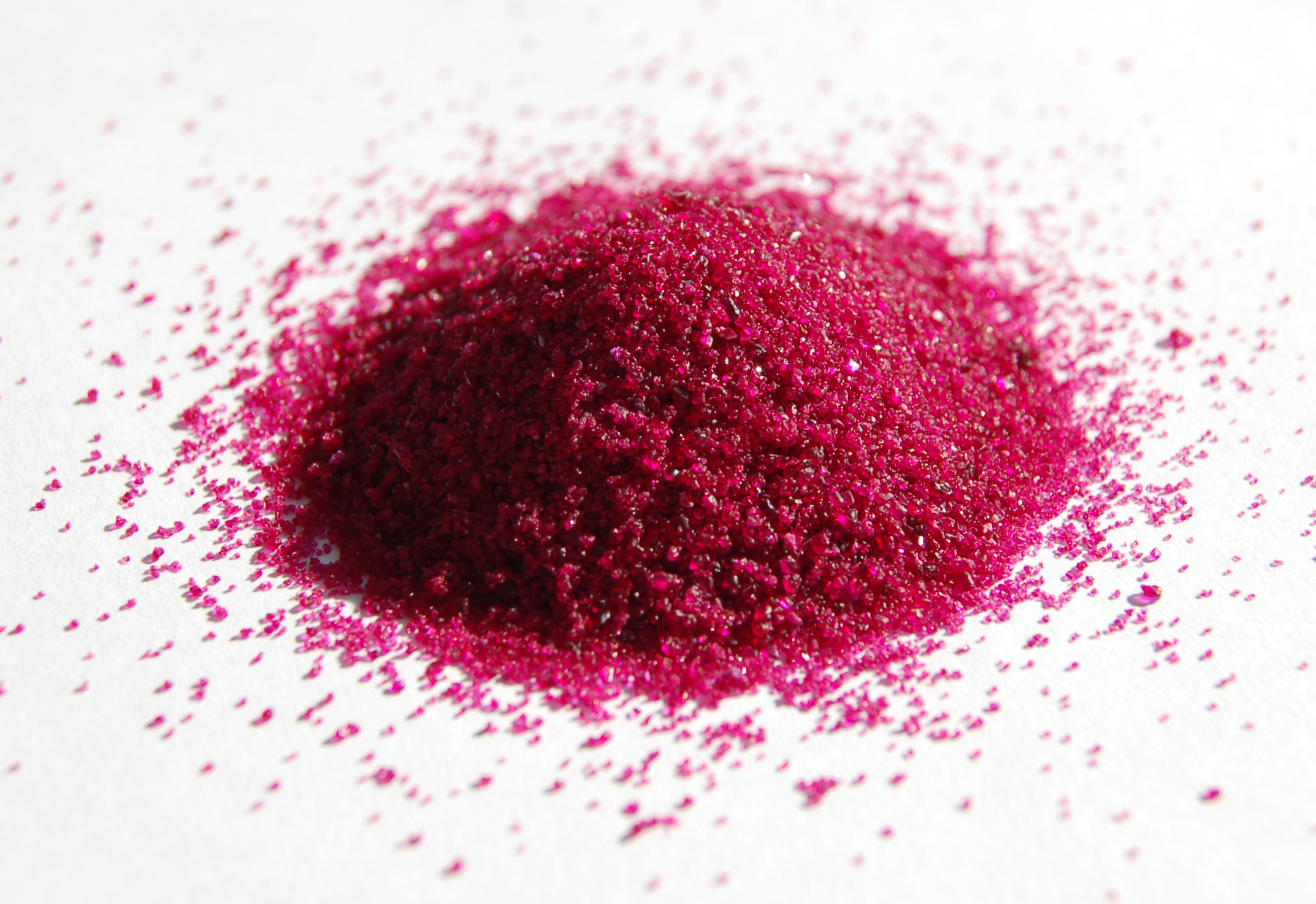
Cloreto de cobalto (II) hexahidrato Co(H_{2}O)_{6}Cl_{2. Cor Magenta}

## Em Química Inorgânica
Em química inorgânica, hidratos contêm moléculas de água que estão ligadas com o que seja a parte metálica ou cristalizadas com o complexo metálico. Tais hidratos são assim chamados por conter "água de cristalização" ou "água de hidratação". Se a água é água pesada, onde o hidrogênio é o isótopo deutério, então o termo deuterato deve ser usado em lugar de hidrato.

### Nomenclatura
A notação de compostos hidratados •nH2O, onde n é o número de moléculas d'água por molécula de sal (ou composto), é comumente usada para mostrar que o composto em questão é hidratado. O n é usualmente um pequeno número inteiro, embora seja possível fracionários existirem. Os prefixos usados são derivados dos numerais gregos. Em um mono-hidrato, n é 1, em um di-hidrato, n é 2, em um hexa-hidrato, n é 6, etc. Essa água é também citada como água de cristalização. Exemplos incluem bórax deca-hidrato, clatratos hidratos (uma classe de hidratos sólidos de gases) e calcantita. 
Segue-se uma tabela com nomenclatura e exemplos:
| Nome           | Número de Moléculas de Água | Exemplo (sal)                                                                       | Exemplo (outras substâncias)                         |
| -------------- | --------------------------- | ----------------------------------------------------------------------------------- | ---------------------------------------------------- |
| Anidrato       | 0                           | cloreto de magnésio anidrato/anidro                                                 |                                                      |
| Hemi-hidrato   | 1/2 (0,5)                   | sulfato de cálcio hemi-hidrato                                                      |                                                      |
| Mono-hidrato   | 1                           | hidrogenossulfato de sódio mono-hidratado                                           | ácido cítrico mono-hidratado, glucose mono-hidratada |
| Sesqui-hidrato | 3/2 (1,5)                   | hidrogenocitrato de sódio sesqui-hidratado, carbonato de potássio sesqui-hidratado  |                                                      |
| Di-hidrato     | 2                           | sulfato de cálcio di-hidratado, cloreto de cálcio di-hidratado                      |                                                      |
| Tri-hidrato    | 3                           | acetato de sódio tri-hidratado, acetato de chumbo(II) tri-hidratado                 |                                                      |
| Tetra-hidrato  | 4                           | tartarato de sódio e potássio tetra-hidratado                                       |                                                      |
| Penta-hidrato  | 5                           | sulfato de cobre penta-hidratado                                                    |                                                      |
| Hexa-hidrato   | 6                           | cloreto de alumínio hexa-hidratado, cloreto de cobalto(II) hexa-hidratado           |                                                      |
| Hepta-hidrato  | 7                           | sulfato de magnésio hepta-hidratado, sulfato de ferro(II) hepta-hidratado           |                                                      |
| Octa-hidrato   | 8                           | fosfato de cobalto(II) octa-hidratado                                               | hidróxido de bário octa-hidratado                    |
| Nona-hidrato   | 9                           | nitrato de cromo(III) nona-hidratado                                                |                                                      |
| Deca-hidrato   | 10                          | sulfato de sódio deca-hidratado (sal de Glauber), carbonato de sódio deca-hidratado |                                                      |
| Undeca-hidrato | 11                          | sulfato de itérbio(III) undeca-hidratado                                            | ácido sulfúrico undeca-hidratado                     |
| Dodeca-hidrato | 12                          | fosfato de sódio dodeca-hidratado                                                   |                                                      |

Hidratos de gases são hidratos clatratos: gelo com moléculas de gás aprisionadas incluídos. Quando o gás é metano, ele é chamado de hidrato de metano.